# Paco Clavel
Paco Clavel   (Iznatoraf, 1949) és un artista i cantant pop espanyol, creador del guarripop i del cutreLux i principal impulsor d'aquesta estètica als anys vuitanta.

## Trajectòria[calcitació]
Es va iniciar col·laborant en fanzines i revistes alternatives i tocant en garitos i festes amb una formació anomenada Bob Destiny & Clavel y Jazmín.
El 1980, la gent de la sala Vía Lactea de Madrid va començar a editar alguns senzills, un dels quals va ser el de Bob Destiny & Clavel y Jazmín. El treball va caure en mans d'un directiu de la CBS, que ràpidament es va fer amb els serveis del grup i li va canviar el nom a Clavel y Jazmín. Al cap de poc editaven el seu primer disc Reina por un día (1980), del que es va extreure el single "El twist del autobús".
Clavel y Jazmín era un estrany combo assentat sobre dos pilars: el barbut Paco, com a showman frontal, i l'arreglista i teclista Luis del Campo. El twist del autobus es va convertir en un dels majors triomfs en la carrera de Paco Clavel, que l'ha tornat a enregistrar en dues ocasions.
Va tornar als estudis el 1984, amb el maxi Coco, piña, coco, limón, amb producció de Paco Trinidad. Més endavant va recalar a Radio Nacional de España, per al segell de la qual va editar Pop Cañí (1985), que reunia ja definitivament el trio creatiu que ha dirigit els passos musicals de l'artista: Joe Borsani en la producció, Luis del Campo en els arranjaments i Paco Clavel al capdavant.
El 1987 va signar un contracte amb Lollipop, segell amb el qual va editar el mini-lp La Estufita i l'àlbum Pequeños éxitos, grandes canciones (1988), amb col·laboracions especials de Vainica Doble i Alma María (de Los Tres Sudamericanos). Lollipop reuní tots els seus enregistraments el 1998, en un compacte titulat Producto Nacional.
El 1989 va firmar amb Twins i es va avançar de nou a les modes en editar el disc Bailes de salón, quan encara no havia arribat a l'Estat espanyol la febra per aquells ritmes.
El 1990 va interpretar, juntament amb Alaska, la cançó Rascayú, de Bonet de San Pedro, en el programa Viva el espectáculo de TVE. Posteriorment va tornar a RNE per editar Cutre-Lux (1991), del qual es va extreure com a primer senzill el tema Corazón contento, de Palito Ortega. El disc, la coberta del qual era un homenatge a l'àlbum de Clavel y Jazmín, va ser seguit per un curiós àlbum compartit amb Sara Gozalo, també per a RNE, com a reflex de la participació d'ambdós en el programa televisiu Calentito.
El 1994, i siguint l'estela de duets iniciada per Frank Sinatra, Paco Clavel entrava en els estudis per realitzar el seu disc Duets, amb amics com Rubi, Pedro Almodóvar, Bernando Bonezzi, Alaska, El Zurdo i Susana Estrada. Setze temes en total que recordaven velles cançons, tant de Paco, com del repertori dels convidats.
En els últims anys s'ha prodigat més en la seva faceta radiofònica, col·laborant en programes com La leyenda continúa i presentant-ne d'altres, com Extravanganzza, a RNE, i El Guirigay, a Radio 3. A més de ràdio, fa sessions com a punxadiscos, principalment a Madrid.

## Discografia

### Com a Clavel y Jazmin
- 1980: Reina por un día - LP

### Com a Paco Clavel
- 1984: Coco, piña, coco, limón - Maxi
- 1987: La estufita - Mini LP
- 1988: Pequeños éxitos, grandes canciones - LP
- 1988: Paco Clavel: Canta en español - EP
- 1989: Bailes de salón - LP
- 1991: Cutre-Lux - LP
- 1993: Contrabando y traición - EP
- 1994: Duets - LP
- 1997: Glam zelestial - EP
- 1998: Producto nacional - Recopilatori
- 2000: Eurovisión 2000 - EP
- 2006: Navidades a GoGó - Recopilatori